# Municipio de Seneca (condado de Seneca)
El municipio de Seneca (en inglés: Seneca Township) es un municipio ubicado en el condado de Seneca en el estado estadounidense de Ohio. Según el censo de 2020, tiene una población de 1444 habitantes.

## Geografía
El municipio de Seneca se encuentra en las coordenadas 41°2′18″N 83°14′29″O / 41.03833, -83.24139. Según la Oficina del Censo de los Estados Unidos, tiene una superficie total de 93,5 km², de la cual 92,3 km² corresponden a tierra firme y 1,2 km² es agua.

## Demografía
Según el censo de 2020, el 94,88 % de los habitantes son blancos; el 0,28 % son afroamericanos; el 0,07 % es amerindio, el 0,35 % son asiáticos; el 0,28 % son de otras razas y el 4,16 % son de una mezcla de razas. Del total de la población, el 2,15 % son hispanos o latinos de cualquier raza.

## Gobierno
El municipio está gobernado por un junta de tres administradores (trustees). Hay también un funcionario fiscal municipal electo.